# 32207 Мерперсі
32207 Мерперсі (32207 Mairepercy) — астероїд головного поясу, відкритий 28 липня 2000 року.
Тіссеранів параметр щодо Юпітера — 3,366.